# Виа Иструм
Виа Иструм (на латински: Via Istrum) е римски път на Северния Балканския полуостров. През древността долната част на река Дунав се казвала Ister.
Пътят е връзка от Изток-Запад по Долен Дунав.
Римският път е построен по времето на император Траян през 1 век на дясната страна на Долен Дунав (българската страна) по дължината на Дунавски лимес и се наричал Дунавски път (Untere Donaustraße; Low Danubian Road). Той свързвал станциите, кастелите и крепостите до Дунавската делта. Построяват се римски военни лагери (кастели), малки гарнизони и наблюдателни кули на двете страни на Дунав. Освен това се построяват цивилни селища най-вече за ветерани и бивши легионери.
Римският път започва от Новиодунум ад Иструм (Noviodunum ad Istrum) и през Тозмис или ? Трозмис (Toesmis, Trosmis?), Улметум (Ulmetum), Доросторум (Dorostorum), Трансмариска (Transmarisca), Апиария (Appiaria), Нове (Novae), Улпия Ескус (Oescus), Вариана (Variana), Цибрус (Ciabrus), Рациария (Ratiaria), Купе (Cuppae), Виминациум (Viminacium), Демес (Demessus), Сингидунум (Singidunum) стига до Сирмиум (Sirmium).
Първите римски гарнизони, построени през 1 век на Долен Дунав са:
- Августе (Augustae, близо до село Хърлец),
- Валериана (Valeriana, близо до село Долни Вадин),
- Вариана (Variana, близо до село Лесковец),
- Алмус (Almus, близо до град Лом),
- Регианум (Regianum, близо до град Козлодуй),
- Сексагинта Приста (Sexaginta Prista, близо до град Русе),
- Доросторум (Dorostorum, близо до град Силистра),
- Рациария (Ratiaria, близо до село Арчар),
- Нове (Novae, близо до град Свищов),
- Виминациум (Viminatium),
- Сингидунум (Singidium),
- Улпия Ескус (Colonia Ulpia Oescus или Oescus).